# Base (hóa học)

Cấu trúc hình thành chính của ammoniac, một trong những loại base được sử dụng phổ biến nhất trên thế giới.
Chú thích:
H: Hydro
N: Nitơ

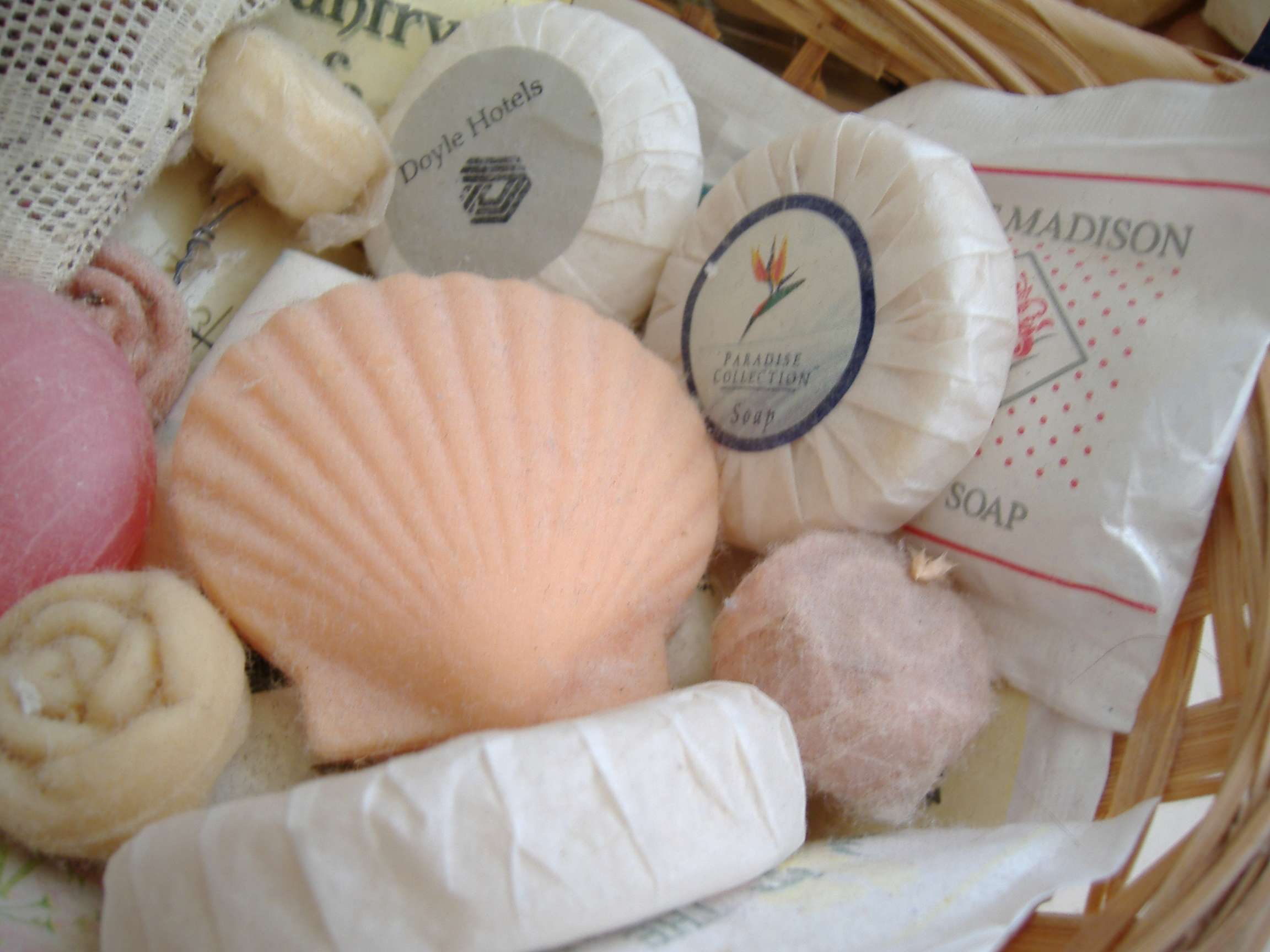
Xà phòng là base yếu được tạo thành do phản ứng của acid béo với natri hydroxide hoặc kali hydroxide.

Trong hóa học, có ba định nghĩa được sử dụng phổ biến cho từ base (thường được phiên âm là bazơ), được gọi là base Arrhenius, base Brønsted và base Lewis. Tất cả các định nghĩa này đều đồng ý rằng base là những chất phản ứng với acid như đề xuất ban đầu của G.-F. Rouelle vào giữa thế kỷ 18.
Năm 1884, Svante Arrhenius đề xuất rằng base là một chất phân ly trong dung dịch nước để tạo thành các ion hydroxide OH-. Các ion này có thể phản ứng với các ion hydro (H+ theo Arrhenius) từ sự phân ly của acid để tạo thành nước trong phản ứng acid - base. Do đó, base là một hydroxide kim loại như NaOH hoặc Ca(OH)2. Các dung dịch hydroxide trong nước như vậy cũng được mô tả bằng một số tính chất đặc trưng. Chúng trơn khi chạm vào, có thể có vị đắng  và thay đổi màu sắc của chất chỉ thị pH (ví dụ: giấy quỳ đỏ bị chuyển sang màu xanh).
Trong nước, bằng cách thay đổi cân bằng tự ion hóa, các base tạo ra các dung dịch trong đó độ hoạt động của ion hydro thấp hơn trong nước tinh khiết, tức là nước có pH cao hơn 7,0 ở điều kiện tiêu chuẩn. Một base hòa tan được gọi là kiềm nếu nó chứa và giải phóng các ion OH- về mặt định lượng. Oxide kim loại, hydroxide và đặc biệt là ankoxide là base, và base liên hợp của acid yếu là base yếu.
Base và acid được coi là đối lập hóa học vì tác dụng của acid là làm tăng nồng độ hydronium (H3O+) trong nước, trong khi base làm giảm nồng độ này. Phản ứng giữa các dung dịch nước của một acid và một base được gọi là phản ứng trung hòa, tạo ra một dung dịch nước và một muối trong đó muối phân tách thành các ion thành phần của nó. Nếu dung dịch nước bão hòa với một chất tan muối nhất định, thì bất kỳ muối nào khác như vậy sẽ kết tủa ra khỏi dung dịch.
Theo lý thuyết base-acid-Brønsted-Lowry tổng quát hơn (1923), một base là một chất có thể chấp nhận các cation hydro (H +) —còn gọi là proton. Điều này bao gồm các hydroxide trong nước vì OH- phản ứng với H+ để tạo thành nước, do đó các base Arrhenius là một tập hợp con của các base Brønsted. Tuy nhiên, cũng có những base Brønsted khác chấp nhận proton, chẳng hạn như dung dịch nước amonia (NH3) hoặc các dẫn xuất hữu cơ của nó (amin).  Các base này không chứa ion hydroxide nhưng vẫn phản ứng với nước, làm tăng nồng độ của ion hydroxide.  Ngoài ra, một số dung môi không chứa nước có chứa các base Brønsted phản ứng với các proton hòa tan. Ví dụ trong amonia lỏng, NH2- là loại ion cơ bản chấp nhận proton từ NH4+, loại có tính acid trong dung môi này.
Gilbert N.Lewis nhận ra rằng nước, amonia và các base khác có thể tạo liên kết với một proton do cặp electron không chia sẻ mà các base sở hữu. Trong lý thuyết Lewis, một base là chất cho cặp điện tử có thể chia sẻ một cặp điện tử với chất nhận điện tử được mô tả là acid Lewis.  Lý thuyết Lewis tổng quát hơn mô hình Brønsted bởi vì acid Lewis không nhất thiết phải là một proton, mà có thể là một phân tử (hoặc ion) khác với một quỹ đạo nguyên tử thấp trống có thể nhận một cặp điện tử. Một ví dụ đáng chú ý là bo triflorua (BF3).

## Tính chất vật lý
Những tính chất chung của các loại base bao gồm:
- Có cảm giác nhờn, hoặc có mùi và có cảm giác như xà phòng khi cầm trên tay, vì sự xà phòng hoá của Lipid trong da người.
- Base nồng độ cao và base mạnh có tính ăn mòn chất hữu cơ và tác dụng mạnh với các hợp chất acid.
- Đổi màu các chất chỉ thị: dung dịch base đổi màu quỳ tím thành màu xanh, dung dịch Phenolphthalein không màu thành màu hồng, giữ nguyên màu xanh của bromothymol, và đổi màu methyl cam thành màu vàng.
- Độ pH của dung dịch base luôn lớn hơn 7.
- Base có vị đắng.
- Một số kim loại phản ứng với nước: Natri, Caesi, Kali, Rubidi, Lithi, Franci: kim loại kiềm hóa trị I hoặc Calci, Stronti, Bari, Radi: kim loại kiềm thổ hóa trị II (trừ Magnesi tan trong nước sôi, Beryli không phản ứng), Amonia (NH3) và các amin tạo thành các dung dịch base là NaOH, Ca(OH)2, KOH, Ba(OH)2, LiOH,...
- Base không tan: Fe(OH)2, Fe(OH)3, Cu(OH)2, Zn(OH)2, Al(OH)3, Mg(OH)2, Be(OH)2 và các amin vòng thơm như C6H5NH2,...
- Amonia, các Ankyl amin và amin của các hợp chất CnH2n-1, CnH2n-3 dễ bay hơi.

## Công thức
- Nhóm hydroxide (OH-) có hóa trị I: OH-
- Công thức chung: M(OH)n. Trong đó, n là hóa trị của kim loại M.

## Base thông dụng
- Amonia (NH3) và các amin.

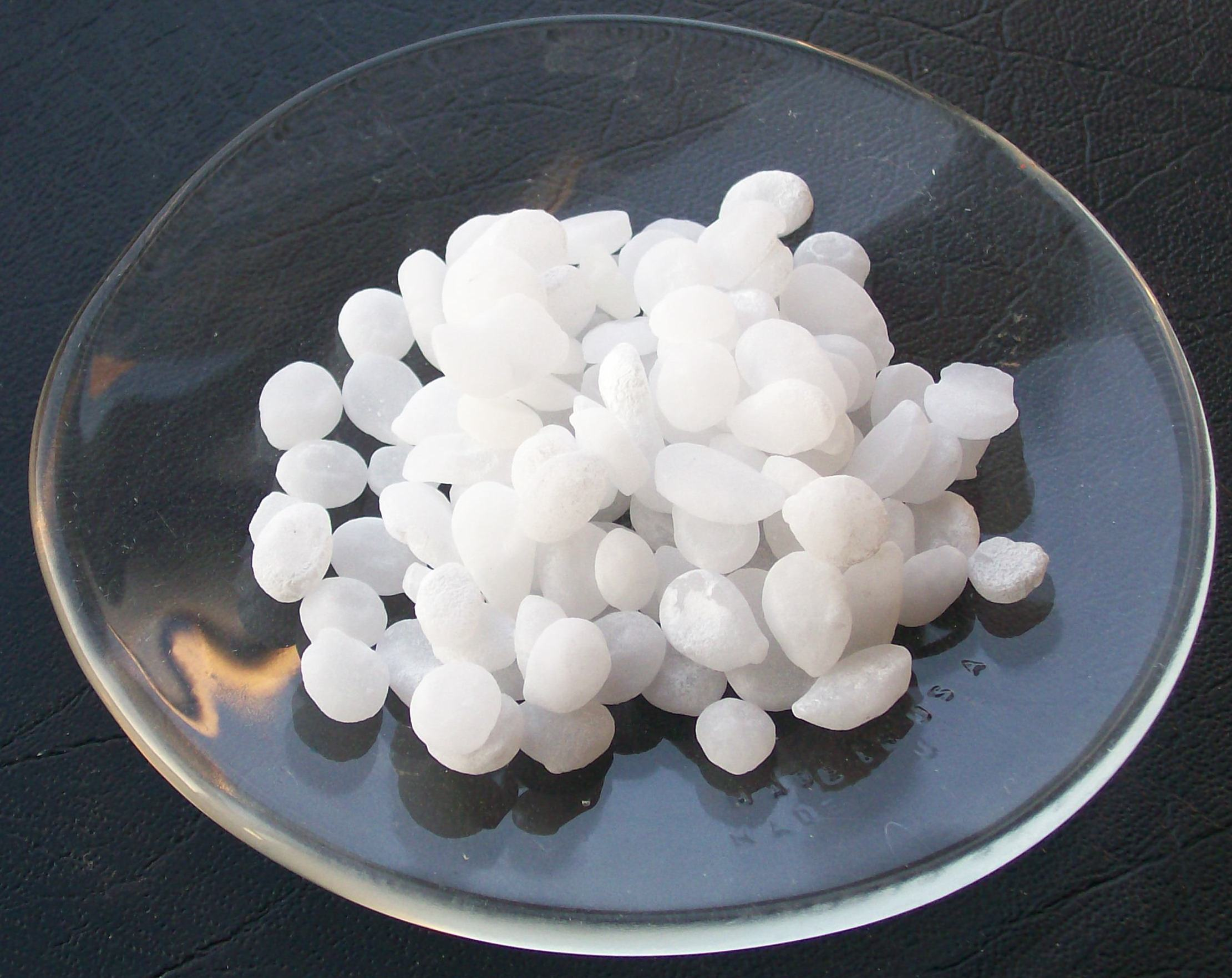
Natri hydroxide

- Pyridin và các base vòng thơm khác.
- Các hydroxide kim loại như hydroxide natri (NaOH) hay hydroxide kali (KOH).
- Nhiều oxide kim loại tạo ra hydroxide base với nước (anhydride).

## Phân loại base theo tính tan
Các base được chia làm hai (2)loại tùy vào tính tan của chúng.
- Base tan được trong nước gọi là kiềm: LiOH, KOH, Ba(OH)2, Ca(OH)2, NaOH...
- Base không tan: các hydroxide của nhiều kim loại (gồm Mg và các kim loại đứng sau Mg trong dãy hoạt động hóa học của kim loại):Be, Al, Mn, Zn, Cr, Fe, Co, Ni, Sn, Pb, Cu,... Riêng Mg(OH)2 tan được trong nước nóng hoặc đun sôi còn Be(OH)2 thì tan được trong kiềm

## Base mạnh
Một base mạnh là một hợp chất hóa học base có thể loại bỏ một proton (H+) từ (hoặc deprotonate) một phân tử thậm chí là một acid rất yếu (như nước) trong phản ứng acid-base. Các ví dụ phổ biến của các base mạnh bao gồm hydroxide của kim loại kiềm và kim loại kiềm thổ, như NaOH và Ca(OH)
2, tương ứng. Do độ hòa tan thấp, một số base, chẳng hạn như hydroxide kiềm kiềm, có thể được sử dụng khi không tính đến yếu tố hòa tan. Một ưu  điểm của độ hòa tan thấp này là rằng "nhiều thuốc kháng acid là huyền phù của hydroxide kim loại như nhôm hydroxide và magiê hydroxide." Các hợp chất này có độ hòa tan thấp và có khả năng ngăn chặn sự gia tăng nồng độ của ion hydroxide, ngăn chặn tác hại của các mô trong miệng, thực quản và dạ dày. Khi phản ứng tiếp tục và muối tan ra, acid dạ dày phản ứng với hydroxide được tạo ra bởi các huyền phù. Các base mạnh bị thủy phân trong nước gần như hoàn toàn, dẫn đến hiệu ứng san bằng. " Trong quá trình này, phân tử nước kết hợp với một base mạnh, do khả năng lưỡng tính của nước, và, một ion hydroxide được tái cho thuê. Các base rất mạnh thậm chí có thể khử các nhóm C C có tính acid rất yếu trong trường hợp không có nước. Dưới đây là danh sách một số base mạnh:
- Lithi hydroxide (LiOH)
- Natri hydroxide (NaOH)
- Kali hydroxide (KOH)
- Rubidi hydroxide (RbOH)
- Caesi hydroxide (CsOH)
- Calci hydroxide (Ca(OH)
2)
- Stronti hydroxide (Sr(OH)
2)
- Bari hydroxide (Ba(OH)
2)
- Tetrametylamoni hydroxide
- Guanidine

Các cation của các base mạnh này xuất hiện trong nhóm thứ nhất và thứ hai của bảng tuần hoàn (kim loại kiềm và kiềm thổ). Tetraalkylated ammonium hydroxide cũng là những base mạnh vì chúng phân ly hoàn toàn trong nước. Guanidine là trường hợp đặc biệt của một loài đặc biệt ổn định khi bị proton hóa, tương tự như lý do tạo ra acid perchloric và acid sulfuric acid rất mạnh.
Các acid có p Ka hơn 13 được coi là rất yếu và cơ sở liên hợp của chúng là các base mạnh.

### Siêu base
Các muối nhóm 1 của carbanion, amit và hydride có xu hướng thậm chí là các base mạnh hơn do sự yếu kém của các acid liên hợp của chúng, đó là hydrocarbon ổn định, amin và dihydrogen. Thông thường, các base này được tạo ra bằng cách thêm các kim loại kiềm tinh khiết như natri vào acid liên hợp. Chúng được gọi là các siêu base, và không thể giữ chúng trong dung dịch nước vì chúng là base mạnh hơn ion hydroxide. Như vậy, chúng khử nước liên hợp acid. Ví dụ, ion ethoxide (base liên hợp của ethanol) với sự có mặt của nước trải qua phản ứng này.
{\displaystyle {\ce {CH3CH2O- +H2O -> CH3CH2OH+ + OH-}}}
Các ví dụ các siêu base:
- Ortho-diethynylbenzene dianion (C6H4(C2)2)2− (Đây là siêu base mạnh nhất từng được tổng hợp)
- Meta-diethynylbenzene dianion (C6H4(C2)2)2− (Đây là siêu base mạnh nhì, là một đồng phân của Ortho-diethynylbenzene dianion)
- Para-diethynylbenzene dianion (C6H4(C2)2)2− (Đây là siêu base mạnh thứ ba, nó cũng là một đồng phân của Ortho-diethynylbenzene dianion)
- Lithi monoxide anion (LiO−) (Đây là siêu base mạnh thứ tư)
- Butyl lithium (n-C4H9Li)
- Lithi diisopropylamide (LDA) [(CH3)2CH]2NLi
- Lithi diethylamide (LDEA) (C
2H
5)
2NLi
- Natri amide (NaNH2)
- Natri hydride (NaH)
- Lithi bis(trimethylsilyl)amide [(CH
3)
3Si]
2NLi

## Tên gọi
Base được gọi tên theo trình tự:
Tên base: tên kim loại (kèm hóa trị nếu kim loại có nhiều hóa trị) + hydroxide
Ví dụ:
{\displaystyle {\ce {NaOH}}}: natri hydroxide
{\displaystyle {\ce {Ca(OH)2}}}: calci hydroxide
{\displaystyle {\ce {Cu(OH)2}}}: đồng (II) hydroxide
{\displaystyle {\ce {Fe(OH)3}}}: sắt (III) hydroxide .

## Độ pH
Độ pH của nước (không nguyên chất) được đo bởi độ acid của nó. Trong nước nguyên chất, khoảng 1/10 000 000 các phân tử phân ly thành các ion hydro (H+) hay hydroni (H3O+) và các ion hydroxide (OH−), tuân theo phương trình sau:
{\displaystyle {\mbox{H}}_{2}{\mbox{O}}\leftrightarrow {\mbox{H}}^{+}+{\mbox{OH}}^{-}}
Chính xác hơn thì là:
{\displaystyle 2{\mbox{H}}_{2}{\mbox{O}}\rightarrow {\mbox{H}}_{3}{\mbox{O}}^{+}+{\mbox{OH}}^{-}.}
Nồng độ (tính theo mol/lít) của các ion được biểu diễn như là [H+] và [OH−]; tích của chúng là hằng số điện li của nước và có giá trị 10−14 mol2l−2. Độ pH được định nghĩa như là −log [H+]; vì thế nước nguyên chất có pH bằng 7. (Các giá trị này đúng ở nhiệt độ 23 °C và sai khác một chút ở các nhiệt độ khác.)
Base nhận (loại bỏ) các ion hydroni (H3O+) từ dung dịch, hoặc là cung cấp các ion hydroxide (OH−) cho dung dịch. Cả hai hoạt động này đều làm giảm nồng độ của các ion hydro, và vì thế làm tăng pH. Ngược lại, một acid cung cấp thêm các ion H+ cho dung dịch hay nhận các ion OH−, vì thế làm giảm pH.
Độ pH của dung dịch có thể tính toán được. Ví dụ, nếu 1 mol của hydroxide natri (40 g) được hòa tan trong 1 lít nước, nồng độ của các ion hydroxide là [OH−] = 1 mol/l. Vì vậy [H+] = 10−14 mol/l, và pH = −log 10−14 = 14.

## Tính chất hóa học

### Tác dụng của dung dịch base (tan) với chất chỉ thị màu
Quỳ tím chuyển sang màu xanh.
Phenolphtalein không màu chuyển sang màu hồng.

### Tác dụng với acid
Base + Acid → Muối + Nước
VD: 
{\displaystyle {\ce {NaOH + HCl -> NaCl + H2O}}}
{\displaystyle {\ce {Cu(OH)2 + 2HNO3 -> Cu(NO3)2 + 2H2O}}}
Phản ứng giữa base và acid được gọi là phản ứng trung hoà.

### Tác dụng với oxide acid
Kiềm (base tan) + Oxide acid → Muối + Nước
VD: 
{\displaystyle {\ce {2NaOH + SO3 -> Na2SO4 + H2O}}}
{\displaystyle {\ce {Ca(OH)2 + CO2 -> CaCO3 v + H2O}}}

### Tác dụng của base vớimuối
Kiềm (base tan) + Muối tan → Muối mới + Base mới
Điều kiện: Muối hoặc base mới tạo thành phải không tan (không phản ứng với các chất ban đầu).
VD: 
{\displaystyle {\ce {2NaOH + CuSO4 -> Cu(OH)2 v + Na2SO4}}}
{\displaystyle {\ce {Ba(OH)2 + Na2SO4 -> BaSO4 v + 2NaOH}}}

### Nhiệt phân base không tan ở nhiệt độ cao
Base không tan → Oxide base + Nước
VD:
{\displaystyle {\ce {Cu(OH)2 -> CuO + H2O}}}
{\displaystyle {\ce {2Al(OH)3 -> Al2O3 + 3H2O}}}

## Trung hòa acid
Khi hòa tan trong nước, NaOH phân ly thành các ion hydroxide và natri:
{\displaystyle {\mbox{NaOH}}\to {\mbox{Na}}^{+}+{\mbox{OH}}^{-}}
tương tự, acid clohiđríc (HCl) tạo ra các ion hydroni và chloride:
{\displaystyle {\mbox{HCl}}\to {\mbox{H}}^{+}+{\mbox{Cl}}^{-}}
Khi hai dung dịch này được trộn với nhau, các ion H+ và OH− tổ hợp với nhau tạo ra các phân tử nước:
{\displaystyle {\mbox{H}}^{+}+{\mbox{OH}}^{-}\to {\mbox{H}}_{2}{\mbox{O}}}
Nếu các lượng bằng nhau của NaOH và HCl (đo theo mol, không phải tính theo gam) được hòa tan cùng nhau, base và acid trung hòa nhau một cách chính xác, giải phóng ra NaCl (muối ăn) trong dung dịch.

## Phản ứng với nước
Phản ứng sau đây biểu diễn phản ứng chung giữa một base (B) và nước để tạo ra một acid tương ứng (BH+) và một base tương ứng (OH–): 
{\displaystyle {\ce {B + H2O <=> BH+ + OH-}}}
Hằng số phân ly, Kb, cho phản ứng này có thể được tìm thấy bằng cách sử dụng phương trình tổng quát sau: 
{\displaystyle {\ce {K_{\mathrm {b} }=\mathrm {\frac {[BH+][OH-]}{[B]}} }}}
Trong phương trình này, base (B) và base cực mạnh (base có gốc OH−) cạnh tranh với nhau để chiếm proton.  Kết quả là, các base phản ứng với nước có các giá trị hằng số phân ly tương đối nhỏ.  Base yếu hơn khi nó có giá trị hằng số phân ly thấp hơn. 

## Tính kiềm của các phi-hydroxide
Cả natri carbonat và amonia đều là các base, mặc dù không có chất nào chứa nhóm OH−. Có điều này bởi vì cả hai hợp chất đều nhận các ion H+ khi hòa tan trong nước:
{\displaystyle {\mbox{Na}}_{2}{\mbox{CO}}_{3}+{\mbox{H}}_{2}{\mbox{O}}\to 2{\mbox{Na}}^{+}+{\mbox{HCO}}_{3}^{-}+{\mbox{OH}}^{-}}
và:
{\displaystyle {\mbox{NH}}_{3}+{\mbox{H}}_{2}{\mbox{O}}\to {\mbox{NH}}_{4}^{+}+{\mbox{OH}}^{-}}

### Sách
- Whitten, Kenneth W.; Peck, Larry; Davis, Raymond E.; Lockwood, Lisa; Stanley, George G. (2009). Chemistry (ấn bản thứ 9). Brooks/Cole Cengage Learning. ISBN 978-0-495-39163-0.
- Zumdahl, Steven; DeCoste, Donald (2013). Chemical Principles (ấn bản thứ 7). Mary Finch.